# Wydmuchowo (Wyrzysk)
Wydmuchowo – południowe osiedle Wyrzyska (dawniej osada typu wiejskiego), położone przy trasie drodze wojewódzkiej nr 194.
W latach 1975–1998 miejscowość administracyjnie należała do województwa pilskiego.